# Fia Jansson från Söder
Fia Jansson från Söder är en svensk dramafilm från 1944 i regi av Ragnar Falck. 

## Om filmen
Som förlaga har man Emil Norlanders revy Den förgyllda lergöken som uruppfördes på Victoria-teatern i Stockholm 1900. Revyn har tidigare filmats i en stumfilmsversion 1924 med titeln Den förgyllda lergöken.
Filmen spelades in vid Filmoateljén i Stockholm med exteriörer från Gamla Stan i Stockholm av Evert Löfstedt. Den premiärvisades 27 november 1944. 
Filmen blev Emil Fjellströms sista film då han avled när bara ett par dagars inspelning återstod. De sista scenerna där Fjellström skulle ha medverkat filmades med hjälp av en stand in och en imitatör.

## Roller i urval
- Nils Kihlberg - Karl Emanuelsson, kallad Luft-Kalle
- Emil Fjellström - Kol-Jocke
- Rut Holm - Fia Jansson
- Britta Brunius - Bojan Jansson, hennes syster
- Einar Axelsson - Lindström, ingenjör och uppfinnare
- Douglas Håge - grosshandlare Karl Westblom
- Harry Ahlin - direktör Palmberg, antikhandlare
- Tekla Sjöblom - Spå-Anna
- Erik Rosén - Blomkvist, skofabrikör
- Arne Lindblad - frisör
- Artur Cederborgh - en av Luft-Kalles och Kol-Jockes kamrater
- John Melin - restauranggäst
- Georg Fernquist - första fabrikören
- Hugo Tranberg - en av Luft-Kalles och Kol-Jockes kamrater
- Nils Johannisson - poliskommissarien

## Musik i filmen
- Kväsarvalsen (En kvanting träder i salen in), musikbearbetning och text 1898 Arthur Högstedt text 1899 Emil Norlander, instrumental.
- Spiskroksvalsen, kompositör Kal Dompan, text Rosa Grünberg, instrumental.
- Kovan kommer, kovan går (Gesällvisa),  text 1900 Emil Norlander, instrumental.
- Fia Jansson (Känner ni Fia Jansson), text Emil Norlander, sång Rut Holm och Nils Kihlberg
- Féens sång, text Emil Norlander, instrumental.
- It is the Last Rose of Summer (The Last Rose of Summer), text Thomas Moore efter en irländsk folkmelodi, framförs med ny text av Harry Iseborg, sång Emil Fjellström, Nils Kihlberg och Einar Axelsson